# ژوزه مائورو ده واسکونسلوس
ژوزه مائورو ده واسکونسلوس (به پرتغالی: José Mauro de Vasconcelos)، نویسنده و بازیگر برزیلی بود.

## زندگی
ژوزه مائورو ده واسکونسلوس در ۲۶ فوریه سال ۱۹۲۰ در بانگو از توابع ریودوژانیرو برزیل به دنیا آمد. او دورگه پرتغالی- سرخپوست بود.
ژوزه به سبب فقر شدید خانواده، خانه را در کودکی ترک کرد تا نزد اقوامش در ناتال زندگی کند. از ۱۰ تا ۱۵ سالگی در دبیرستان درس خواند و پس از دوران مدرسه مشاغل متعددی را تجربه کرد؛ از مربیگری کشتی گرفته تا ماهیگیری.

## نویسندگی
واسکونسلوس ذاتاً داستانگو بود. حافظه قدرتمند و تخیل گسترده در نهایت او را به سوی نویسندگی سوق داد.
نخستین رمان واسکونسلوس، موز وحشی (به پرتغالی: Banana Brava) در سال ۱۹۴۲ منتشر شد اما موفقیت بزرگ او در عرصه ادبیات با انتشار روزینیا، قایق من (به پرتغالی: Rosinha, Minha Canoa)در ۱۹۶۲ آشکار شد.
واسکونسلوس سبک خاصی در نویسندگی داشت او ابتدا زمینه وقوع داستان را انتخاب می‌کرد و تمامی جزئیات آن را با بررسی‌های عمیق کشف می‌کرد. سپس تمامی وقایع داستان و حتی گفتگوها را تخیل می‌کرد و دست آخر هنگامی نوشتن را آغاز می‌کرد که داستان به تمامی در خیالش شکل گرفته باشد: «... فقط زمانی نوشتن را آغاز می‌کنم که احساس کنم رمان از تمام منفذهای بدنم به خارج می‌تراود. پس از آن بی وقفه می‌نویسم». به این ترتیب بود که رمان درخت زیبای من (به پرتغالی: O Meu Pé de Laranja Lima) شناخته شده‌ترین اثر واسکونسلوس تنها طی دوازده روز نوشته شد. هر چند که نویسنده اعتراف می‌کند که «... این اثر برای بیست سال در اندرون من بوده است». در سال ۱۹۷۴واسکونسلوس در رمان خورشید را بیدار کنیم زندگی قهرمان داستان درخت زیبای من را دنبال می‌کند.
از واسکونسلوس آثار متعددی به چاپ رسیده است. کلر بودوین، منتقد فرانسوی معتقد است وجه مشخص آثار او وجود شاعرانگی خاصی است که از کیمیای بین واقعیت و خیال ناشی می‌شود.

## درخت پرتقال زیبای من
رمان موفق درخت پرتقال زیبای من در سال ۱۹۶۸ به چاپ رسید. این کتاب تا زمان مرگ واسکونسلوس به چاپ چهل و هفت رسیده بود.این رمان به ۵۲ زبان ترجمه، و در ۱۹ کشور منتشر شده‌است. این کتاب الهام بخش آثار سینمایی، تلویزیونی و تئاتری بوده‌است. در سال ۲۰۰۳ کمیک استریپ درخت زیبای من در ۲۲۴ صفحه در کره جنوبی منتشر شد.
کیومرث پوراحمد کارگردان ایرانی فیلم سینمایی بی‌بی چلچله با بازی داوود رشیدی را با اقتباسی از این کتاب ساخت.

## بازیگری
واسکونسلوس را می‌توان نویسنده‌ای سینمایی و تلویزیونی دانست. از آثار او برای تولید آثار سینمایی اقتباس شده‌است. علاوه بر آن او خود فیلمنامه‌نویسی می‌کرد و در چندین فیلم سینمایی نیز به ایفای نقش پرداخت. واسکونسلوس دو بار برنده جایزه ساچی و یکبار برنده جایزه گوورمور ده استادو شده‌است.

## گزیده آثار
| سال انتشار | عنوان کتاب (به پرتغالی)   |
| ---------- | ------------------------- |
| ۱۹۴۲       | Banana Brava              |
| ۱۹۴۵       | Barro Blanco              |
| ۱۹۴۹       | Longe da Terra            |
| ۱۹۵۱       | Vazante                   |
| ۱۹۵۳       | Arara Vermelha            |
| ۱۹۵۵       | Arraia de Fogo            |
| ۱۹۶۲       | Rosinha, Minha Canoa      |
| ۱۹۶۳       | Doidão                    |
| ۱۹۶۴       | O Garanhão das Praias     |
| ۱۹۶۴       | Coração de Vidro          |
| ۱۹۶۸       | O Meu Pé de Laranja Lima  |
| ۱۹۶۹       | Rua Descalça              |
| ۱۹۶۹       | O Palácio Japonês         |
| ۱۹۷۰       | Farinha Órfã              |
| ۱۹۷۲       | Farinha Órfã              |
| ۱۹۷۳       | O Veleiro de Cristal      |
| ۱۹۷۴       | Vamos Aquecer o Sol       |
| ۱۹۷۵       | A Ceia                    |
| ۱۹۷۸       | O Menino Invisível        |
| ۱۹۷۹       | Kuryala: Capitão e Carajá |

برخی از آثار او به فارسی نیز ترجمه شده‌است:
- موز وحشی، ۱۹۴۲، ترجمهٔ قاسم صنعوی، نشر علم / ترجمهٔ عباس پِژمان، نشر مرکز
- روزینا، قایق من، ۱۹۶۲، ترجمهٔ قاسم صنعوی
- درخت زیبای من، ۱۹۶۸، ترجمهٔ قاسم صنعوی، نشر راه‌مانا
- کاخ ژاپنی، ۱۹۶۹، ترجمهٔ قاسم صنعوی
- خورشید را بیدار کنیم، ۱۹۷۴، ترجمهٔ قاسم صنعوی، نشر راه‌مانا